# Richard d’Alton-Rauch
Eduard Richard d’Alton-Rauch, auch d’Alton Rauch (* 13. Dezember 1867 in Ludwigshöhe (Kreis Demmin); † 7. Mai 1959 in Prerow) war ein deutscher Offizier, zuletzt ehrenhalber Generalmajor der Wehrmacht. Er war Träger des Pour le Mérite.

## Leben
Richard d’Alton-Rauch war ein Sohn aus der ersten Ehe von Alfred d’Alton-Rauch (1837–1928) mit Martha Helene Wüstenberg (1847–1891). Er ist ein direkter Nachfahre von Christian Daniel Rauch.
D’Alton-Rauch trat am 10. April 1888 als Fahnenjunker in die Armee ein und diente zuerst im Grenadier-Regiment 8 (Frankfurt an der Oder). Mitte Dezember des gleichen Jahres wurde er Portepee-Fähnrich. 1892 war er als Secondelieutenant (seit 21. September 1889) in der 1. Kompanie des Grenadier-Regiments 8. Ab Oktober 1895 war er hier Bataillonsadjutant. Am 27. Januar 1897 folgte seine Beförderung zum Premier-Lieutenant, welcher am 1. Januar 1899 in Oberleutnant umbenannt wurde. Anfang April 1897 wurde er zum Infanterie-Regiment 150 (Allenstein) versetzt und hier als Adjutant des II. Bataillons eingesetzt. Vom 1. Oktober 1899 bis 30. September 1902 war er Adjutant des Bezirkskommandos Allenstein. Anschließend war er Kompaniechef im Infanterie-Regiment 150. Am 15. September 1904 wurde er zum Hauptmann befördert und war 1911 Chef der 1. Kompanie im Infanterie-Regiment 150. Zum 27. Januar 1912 ging er als Kompaniechef zum Grenadier-Regiment 2. Mit seiner Beförderung zum Major am 16. Juni 1913 wechselte er in den Stab des Regiments. Kommandeur des neu aufgestellten Brigade-Ersatz-Bataillons 5 wurde er am 2. August 1914, blieb dies aber nur bis Mitte November des gleichen Jahres, um dann für zwei Jahre zum Kriegsministerium kommandiert zu werden. Hier war er von 1914 bis 1916 Generalstabschef beim IV. Armee-Korps.
Am 12. November 1916 wurde d’Alton-Rauch Kommandeur des Landwehr-Infanterie-Regiments 12. 1917 wurde er verwundet und übernahm Ende des Jahres die Führung über das Infanterie-Regiment 20. Mit diesem Regiment nahm er Ende März 1918 an der Großen Schlacht in Frankreich teil. Nachdem er in dieser Position am 15. Juli 1918 zum Oberstleutnant befördert wurde, folgte kurze Zeit später durch Granatsplitter eine weitere Verwundung und ein Aufenthalt im Lazarett. Am 15. August 1918 wurde er für seinen Einsatz bei der Großen Schlacht in Frankreich mit dem Pour le Mérite ausgezeichnet, konnte aber aufgrund seiner Verwundung nicht mehr an die Front zurückkehren.
Als Oberstleutnant war d’Alton-Rauch bereits nach Ende des Ersten Weltkriegs vom 18. Februar 1919 bis 26. Juni 1919 letzter Kommandeur des Grenadier-Regiments 2. Anschließend wurde er zum Versorgungsamt, erst bis 10. September 1919 des Gardekorps und dann bis zu seiner Verabschiedung des IX. Armee–Korps kommandiert. Am 9. April 1920 wurde er mit der Verleihung des Charakters eines Obersts außer Dienst gesetzt.
Zum Jubiläum der Tannenbergschlacht wurde d’Alton-Rauch am 27. August 1939 zum Charakter des Generalmajors befördert.
Am 6. Oktober 1897 heiratete d’Alton-Rauch in Frankfurt an der Oder Wally Blanka Marie von Rohr (1872–1945). Das Paar hatte zwei Kinder:
- Christian (* 1899): 1918 im Ersten Weltkrieg in Soissons, Frankreich, als Fahnenjunker gefallen
- Renate (* 1902) ⚭ 1933 Günter von Grohs (1887–1963)